# Muscicapoidea
Super-famille
Les Muscicapoidea sont une super-famille d'oiseaux regroupant six familles, de nombreuses familles anciennement placées dans ce groupe ayant été déplacées vers des sous-familles à part entière, comme les Sylvioidea, les Certhioidea, les Reguloidea et les Bombycilloidea.

## Phylogénie
- Muscicapoidea
  - 
    - Buphagidae (piquebœufs)
    - 
      - Mimidae (moqueurs et autres)
      - Sturnidae (étourneaux et autres)

  - 
    - Cinclidae (cincles)
    - 
      - Turdidae (merles, grives et autres)
      - Muscicapidae (gobemouches, traquets, rossignols et autres)

Les Muscicapoidea comprenaient autrefois les Sylvioidea, les Certhioidea (parfois eux-mêmes placés parmi les Sylvioidea), les Reguloidea et les Bombycilloidea. C'est ici une vision plus stricte qui en est faite, en suivant l'arbre proposé par John Boyd.